# Shargacucullia blattariae
Shargacucullia blattariae là một loài bướm đêm thuộc họ Noctuidae. Nó được tìm thấy ở tây nam châu Âu, Cận Đông, Israel và Jordan.
Con trưởng thành bay từ tháng 4 đến tháng 5. Có một lứa một năm.
Ấu trùng ăn các loài Scrophularia, bao gồm Scrophularia canina.